# 小野一貴
小野 一貴（おの かずき、1990年7月31日 - ）は日本の元俳優。栃木県出身。身長181cm、体重66kg。
かつて劇団ひまわりに所属し、2014年8月1日付けで砂岡事務所へ移籍。

## 来歴
- 2012年5月、フジテレビのショートドラマ「あなたの知るかもしれない世界」佐久間和人 役で本格的にデビュー[要出典]。

## 人物
特技は、ピアノ・サッカー・野球・バレーボール・卓球。
普通自動車運転免許取得。

## 主な出演作

### 舞台
- ミュージカル「明日への扉」（2012年）　- 優二 / 時雄 役
- アクサル公演「三銃士 〜仮面の男〜」（2012年3月 ）- 近衛兵 役
- 『プレゼント◆5』（2013年4月、シアターサンモール） - 浅黄順 役
- 『合唱ブラボー!〜ブラボー大作戦〜』（2013年6月15日、CBGKシブゲキ!!） - 日替わりゲスト
- 『プレゼント◆5 side：三日月』[4] （2013年8月7日 - 11日、青山円形劇場） - 浅黄順 役
- 『勝手に！ドルフェス2013』（構成・演出 富田昌則、2013年10月6日、東京 品川ステラボール） - 浅黄順 役
- 『プレゼント◆5 －満月にリボンをかけて－』（2013年10月30日 - 11月10日、東京:CBGKシブゲキ!!/11月16日・17日、愛知:テレピアホール） - 浅黄順 役（※4月上演『プレゼント◆5』、8月上演『プレゼント◆5 side：三日月』の再演）
- ミュージカル「忍たま乱太郎」第5弾 〜新たなる敵!〜（2014年1月8日 - 24日、サンシャイン劇場） - 食満留三郎 役
- 『プレゼント◆5 -恋するオトコは眠れない-』（2014年4月16日 - 21日、紀伊國屋ホール） - 浅黄順 役
- 『プレゼント◆5 -オレはぜったい悪くない!-』（2014年5月2日 - 6日、紀伊國屋サザンシアター） - 浅黄順 役
- ミュージカル「忍たま乱太郎」第5弾再演〜新たなる敵!〜（2014年6月20日 - 7月6日、シアターGロッソ） - 食満留三郎 役
- 「刻め、我ガ肌ニ君ノ息吹ヲ」（2014年7月16日 - 7月21日、俳優座劇場） - 申助 役
- ミュージカル「忍たま乱太郎」第6弾 〜凶悪なる幻影!〜 (2015年1月9日 - 1月23日、サンシャイン劇場) - 食満留三郎 役
- 「散れ桜よ、刻天ノ証ニ」（2015年4月3日 - 12日、あうるすぽっと）
- ミュージカル「忍たま乱太郎」第6弾再演〜凶悪なる幻影!〜 (2015年6月19日 - 7月5日、シアターGロッソ) - 食満留三郎 役
- 『この世の果まで』（2015年11月26日 - 29日） - 不二人 役 ※初主演
- ミュージカル「忍たま乱太郎」第7弾 〜水軍砦三つ巴の戦い!〜 (2016年1月9日 - 1月23日、サンシャイン劇場) - 食満留三郎 役
- 『暁のヨナ』（2016年3月16日 - 21日） - ヒヨウ 役

### テレビドラマ
- 「あなたの知るかもしれない世界」（2012年5月、フジテレビ） - 佐久間和人 役
- 「そこをなんとか」（2012年10月、NHK BSプレミアム）

### バラエティ
- 「ものまねグランプリ ザ・サバイバル」イケメンオールスターズ（2012年9月、日本テレビ）
- 「ものまねグランプリ ザ・トーナメント」イケメンオールスターズ（2012年12月、日本テレビ）

### イベント
- DVD発売記念ミニライブ＆握手会『プレゼント◆タイム〜ファーストサンストリートライブ・三日月もいるよ♪〜』（2013年7月13日、東京 サンストリート マーケット広場）[5][6]
- 『プレゼント◆タイム 〜僕たちのクリスマスパーティーへようこそ〜』（構成・演出富田昌則、2013年12月24日、博品館劇場）

### その他
- Web タカラトミーアーツ
- コンサート『矢沢永吉コンサート』バックパフォーマンス
- PV Acid Black Cherry「Recreation 3」未来予想図II（2013年3月） - 山同達也 役